# Sausenheim
Sausenheim is een plaats in de Duitse gemeente Grünstadt, deelstaat Rijnland-Palts, en telt 2300 inwoners.